# Lena Anderssen
Lena Anderssen, född 26 september 1974 i Torshamn, Färöarna, är en färöisk/kanadensisk sångerska. Hon har färöisk mor och norsk/kanadensisk far. När hon var två år gammal flyttade hon med sin familj till Kanada, där hon bodde tills hon var 17 och flyttade tillbaka till Färöarna med sin mamma och tre syskon. Hon har släppt 4 album. Flera av hennes låtar är med i tv-serier som 90210, Scrubs, Felicity, Nikita, Alias och Miami Social.

## Diskografi
- Long Distance (1998)
- Can't Erase It (2005)
- Let Your Scars Dance (2008)
- Letters From The Faroes  (2011)[1]